# Gwatemala na Letnich Igrzyskach Olimpijskich Młodzieży 2010
Gwatemalę na Letnich Igrzyskach Olimpijskich Młodzieży w Singapurze w 2010 reprezentować będzie 12 sportowców w 8 dyscyplinach.

## Skład kadry

### Gimnastyka
- Ana Sofía Gómez Porras

### Jeździectwo
- Juan Diego Saenz Morel

### Judo
- Melva Marina Tobar Calderón

### Pięciobój nowoczesny
- Jorge David Imeri Cabrera

### Pływanie
- Kevin Salvador Ávila Soto
- Karla Yolanda Rafaela Toscano López

### Podnoszenie ciężarów
- Nelson Anthony Mansilla Felipe

### Strzelectwo
- Geraldine Kate Solórzano Manson
- Polymaria Velásquez Alvarado
- Elvin Aroldo López Calderón

### Żeglarstwo
- Juan Lejarraga MacSweeney
- Irene Abascal Van Blerk